# 维多利亚·芬利
维多利亚·芬利（英語：Victoria Finlay，1964年11月19日—）是一位作家和记者，毕业于威廉與瑪麗學院和圣安德鲁斯大学，曾任职《南華早報》艺术编辑，以其关于色彩和珠宝的书籍而闻名，主要作品有《颜色的故事：调色板的自然史》（Color: A Natural History of the Palette）等。